# Strymon davara
Strymon davara is een vlinder uit de familie van de Lycaenidae. De wetenschappelijke naam van de soort werd als Thecla davara in 1868 gepubliceerd door William Chapman Hewitson.